# Botrychium underwoodianum
Botrychium underwoodianum là một loài dương xỉ trong họ Ophioglossaceae. Loài này được Maxon mô tả khoa học đầu tiên năm 1905.